# Sunny Garcia
Sunny Garcia (Maile, Havaí, 14 de janeiro de 1970 é um famoso surfista estadunidense. Foi campeão mundial de surfe em 2000. 
Conhecido por sua personalidade forte, se envolveu em diversas brigas ao longo da carreira, chegando a ser preso por sonegação fiscal. Sunny era membro dos Black Trunks.
Aos 49 anos, anunciou em seu perfil nas redes sociais estar enfrentando depressão. Meses depois tentou suicídio em casa sendo internado numa unidade de tratamento intensivo.